# Lebensmittelechtheit
Lebensmittelechtheit bezeichnet in der Lebensmittelchemie einen Eigenschaftskatalog der Bedarfsgegenstände Druckfarben und Lebensmittelverpackungen. Dabei sind primär Anforderungen beim Verarbeiten von bedrucktem Material (Bedruckstoff) bzw. der Lebensmittelverpackung – oft aus Kunststoffen oder Papier – zum Endprodukt sowie auch solche für den Transport und beim Gebrauch von Bedeutung. Für viele Anforderungen existieren genormte Prüfmethoden.
In Bezug auf Unbedenklichkeit und Gebrauchseignung basieren die Anforderungen auf dem Lebensmittel- und Bedarfsgegenständegesetz (LBMG); dieses steht in Übereinstimmung mit der analogen Richtlinie 89/109/EWG, die im Oktober 2004 von der Verordnung (EG) Nr. 1935/2004 abgelöst wurde.

## Primäre Anforderungen
Es sind fünf primäre Anforderungen an Lebensmittelverpackungen definiert:
1. Die bedruckte Seite darf mit dem Füllgut, sofern technisch vermeidbar, nicht in direkte Berührung kommen.
2. In besonderen Fällen sollen Schnittkanten mindestens 5 mm breit unbedruckt bleiben.
3. Der Druck muss gegen das Füllgut beständig sein. Dies ist in einer Prüfungsnorm nach DIN 16524-3 festgelegt.
4. Das Füllgut darf durch den Druck in Aussehen, Geruch und Geschmack nicht beeinflusst werden. Hierfür existiert die DIN-Prüfungsnorm DIN 10955.
5. Die Druckfarben und Druckhilfsmittel müssen so beschaffen sein, daß bei ihrer sachgemäßen Verarbeitung keine technisch vermeidbaren und keine gesundheitlich bedenklichen Anteile an das Lebensmittel abgegeben werden. Bei sachgemäßem Einhalten der technischen Bedingungen (Bedruckstoff, Druckverfahren, Trocknung, Lagerung usw.) für weitere Handhabung, dürfen ebenfalls keine Anteile, die das Lebensmittel in seinem Aussehen beeinflussen könnten, aus der Druckfarbenschicht übergehen.

## Anforderungskatalog
| Eigenschaft                            | (DIN-)Normen                          |
| -------------------------------------- | ------------------------------------- |
| Alkaliechtheit                         | DIN 16524-2, CEI 05-59                |
| Beschichtungsfähigkeit                 | –                                     |
| Blockfestigkeit                        | –                                     |
| Druckreißfestigkeit                    | –                                     |
| Extrudierfähigkeit                     | –                                     |
| Fruchtsäureechtheit                    | –                                     |
| Füllgutbeständigkeit                   | DIN 16524-1 bis DIN 16524-3, JN 16-80 |
| Geruchs- und Geschmacksprüfung         | DIN 10955                             |
| Gewürzechtheit                         | DIN 16524-3, CEI 11-60                |
| Gleitfähigkeit                         | –                                     |
| Haftfestigkeit/„Tesa-Test“             | –                                     |
| Heißsiegelfähigkeit                    | –                                     |
| Heißsiegelfestigkeit                   | –                                     |
| Käse- und Quarkechtheit                | DIN 16524-3, CEI 08-60                |
| Kaltsiegelfähigkeit                    | –                                     |
| Kaschierfähigkeit                      | –                                     |
| Knitterfestigkeit                      | –                                     |
| Kochfestigkeit                         | –                                     |
| Kratzfestigkeit                        | –                                     |
| Lackierechtheit                        | –                                     |
| Laugenbeständigkeit                    | CEI 20-80                             |
| Laugendurchdringung                    | JN 17-80                              |
| Lichtechtheit                          | DIN 16525, CEI 19-79                  |
| Lösemittelechtheit                     | DIN 16524-1                           |
| Lösemittelretention                    | –                                     |
| Migrationsechtheit                     | DIN 53415                             |
| Milchsäureechtheit                     | –                                     |
| Olivenölechtheit                       | –                                     |
| Paraffin- und Wachsechtheit            | DIN 16524-3, CEI 10-60                |
| Reibungsverhalten von Kunststofffolien | DIN 53375                             |
| Säureechtheit                          | CEI 18-77                             |
| Scheuerfestigkeit                      | –                                     |
| Schweißechtheit                        | –                                     |
| Seifenechtheit                         | DIN 16524-2, CEI 06-59                |
| Speichelechtheit                       | –                                     |
| Speisefettechtheit                     | DIN 16524-3, CEI 09-60                |
| Sterilisierbeständigkeit               | –                                     |
| Temperatur- bzw. Hitzebeständigkeit    | –                                     |
| Tiefgefrierechtheit                    | –                                     |
| Überschweißbarkeit                     | –                                     |
| Wanderungsbeständigkeit                | DIN 53415                             |
| Waschmittelechtheit                    | DIN 16524-2, CEI 07-59                |
| Wasserechtheit                         | DIN 16524-1, CEI 03-59                |